# Kowal (gmina wiejska)
Kowal – gmina wiejska w Polsce położona w województwie kujawsko-pomorskim, w powiecie włocławskim. W latach 1975–1998 gmina administracyjnie należała do województwa włocławskiego.
Siedziba gminy jest miasto Kowal, które nie wchodzi w jej skład.
Według danych z 30 czerwca 2004 gminę zamieszkiwało 4151 osób. Natomiast według danych z 31 grudnia 2017 roku gminę zamieszkiwało 3959 osób.

## Struktura powierzchni
Według danych z roku 2002 gmina Kowal ma obszar 114,75 km², w tym:
- użytki rolne: 67%
- użytki leśne: 22%

Gmina stanowi 7,79% powierzchni powiatu.

## Ochrona przyrody
Na terenie gminy znajdują się 2 rezerwaty przyrody:
- Rezerwat przyrody Jezioro Rakutowskie - faunistyczny, chroni jezioro i rzadki gatunki ptaków
- Rezerwat przyrody Olszyny Rakutowskie - leśny, chroni olsy i łęgi jesionowo-olszowe.

## Demografia

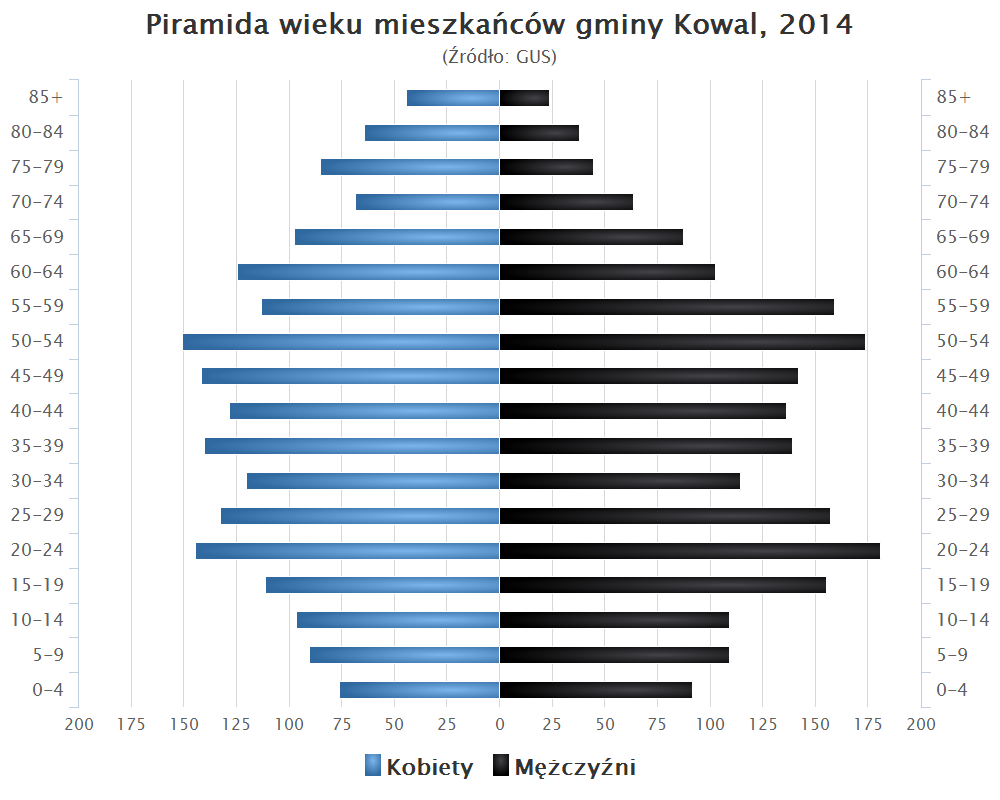
Piramida wieku mieszkańców gminy Kowal w 2014 roku

Dane z 30 czerwca 2004:
| Opis                              | Ogółem | Ogółem | Kobiety | Kobiety | Mężczyźni | Mężczyźni |
| --------------------------------- | ------ | ------ | ------- | ------- | --------- | --------- |
| jednostka                         | osób   | %      | osób    | %       | osób      | %         |
| populacja                         | 4151   | 100    | 2051    | 49,4    | 2100      | 50,6      |
| gęstość zaludnienia (mieszk./km²) | 36,2   | 36,2   | 17,9    | 17,9    | 18,3      | 18,3      |

## Zabytki
Wykaz zarejestrowanych zabytków nieruchomych na terenie gminy:
- park dworski z aleją z XVII-XIX w. w Bogusławicach, nr 131/A z 25.07.1984 roku
- zespół dworski z początku XX w. w Dąbrówce, obejmujący: dwór; park, nr 159/A z 17.09.1984 roku
- kościół parafii pod wezwaniem św. Marii Magdaleny z 1889 roku w Grabkowie, nr A/424 z 08.03.1988 roku
- drewniany kościół filialny pod wezwaniem św. Marka Ewangelisty z 1765 roku w Nakonowie, nr 94/A z 10.11.1982 roku
- zespół dworski z drugiej połowy XVIII w. w Unisławicach, obejmujący: dwór; park z końca XIX w., nr 96/A z 02.03.1984 roku
- zespół pałacowy z lat 1880-1890 w Więsławicach, obejmujący: pałac; park, nr 98/A z 01.03.1984 roku.

## Sołectwa
Bogusławice, Czerniewiczki, Dąbrówka, Dębniaki, Dobrzelewice, Dziardonice, Gołaszewo, Grabkowo, Grodztwo, Kępka Szlachecka, Krzewent, Nakonowo, Przydatki Gołaszewskie, Rakutowo, Strzały-Więsławice, Unisławice, Więsławice-Parcele.
Miejscowość bez statusu sołectwa: Mursk.

## Sąsiednie gminy
Baruchowo, Choceń, Kowal (miasto), Lubień Kujawski, Włocławek